# حرب مستمرة
حرب مستمرة، كما تُعرف باسم الحرب اللانهائية، أو الحرب الأبدية، هي حالة من الحرب المتواصلة بدون شروط واضحة قد تؤدي إلى نهايتها. هذا النوع من الحروب هي حالات من التوتر الدائم الذي قد يتصاعد في أي لحظة، على غرار الحرب الباردة. استُخدم هذا المصطلح في أواخر القرن العشرين، لانتقاد تدخلات القوات المسلحة الأمريكية في الدول الأجنبية حول العالم والمُجمَّع الصناعيّ العسكريّ، أو في الحروب مع أعداء غامضين مثل الحرب على الإرهاب والحرب على الفقر والحرب على المخدرات.

## الأسباب
سوء التخطيط العسكري هو أحد الأسباب الرئيسية لحدوث الحرب الدائمة أو المستمرة. يمكن أن يحصل تمرد خطير في أي لحظة عند احتلال أرض معينة أثناء الحرب وعدم القدرة على السيطرة عليها بشكل كامل، مما يسبب استمرار الصراع إلى اللانهاية. وبشكل مشابه عندما يحدث صراع غير مُنظَّم، من الأمثلة على ذلك: المتمردين في أفريقيا الذين أشعلوا ثورة وهم لا يملكون أي هدف عسكري، لأن هذه الجماعات المتمردة عادةً ما تنوي ارتكاب جرائم حرب ضد السكان المدنيين. وبالتالي فإن عدم وجود أهداف عسكرية حقيقية واضحة يمكن أن تؤدي إلى حرب أبدية. قد تكون الميزانية العسكرية الكبيرة جدًا عامل مهم في نشوء حرب أبدية. وهذا ما يسمح لدولة معينة أن تخوض عدة حروب مستمرة بهذه الطريقة. امتلكت الولايات المتحدة منذ عام 2018م ميزانية عسكرية تُعتبر أكبر من الميزانية العسكرية للحرب العالمية الثانية (مع احتساب التضخم)، وهذا ما سمح باستمرار حرب الولايات المتحدة على العراق ودول أخرى. يمكن أن تمتد فكرة الحرب الدائمة لتشمل الحروب الأهلية. إذ تستمر الحروب الأهلية لفترة طويلة من الزمن كلما حدث مأزق عسكري بين الطرفين.
يمكن أن يسبب الافتقار إلى الديمقراطية في بلد ما إلى حرب مستمرة، فيكون هذا البلد أكثر عرضةً لحدوث حرب أهلية.
سياسيًا: الحروب المستمرة هي السبب في استمرار ضخ الأموال في المؤسسات، مثل المجمع العسكري الصناعي، وبالتالي يمكن أن تكون الحروب المستمرة بمثابة مُحركِّات سياسية محلية. تؤثر التغيرات المستمرة في الرأسمالية بشكل كبير على صُنَّاع السياسة. وهذا ما يدفعهم إلى الترويج لسياسات الحروب المستمرة والتوسعية. كذلك، يمكن استخدام هذا النوع من الحروب من قبل جماعات مسلحة صغيرة في محاولة هادفة لإضعاف مجموعة أو بلد أكبر. على سبيل المثال، في أعقاب هجمات 11 سبتمبر 2001 وبداية الحرب على الإرهاب، حاول تنظيم القاعدة الإرهابي إشراك الولايات المتحدة في حرب عصابات طويلة في أفغانستان، أو بمعنى آخر حرب أبدية. كان السبب في ذلك هو تدمير الإرادة الأمريكية لخوض مثل هذه الحرب الطويلة، وإجبارها في النهاية ليس فقط على الانسحاب من أفغانستان، وإنما من الشرق الأوسط أيضًا. وبالتالي، يمكن أن تندلع الحروب المستمرة في محاولة لتحقيق أهداف سياسية وعسكرية للجماعات المسلحة.
قد تتحول الحروب بين المجموعات العرقية أو الأيديولوجية إلى حروب مستمرة، إذ يصعب إنهاء مثل هذه الحروب باتفاقات السلام والمفاوضات وذلك بسبب المصالح المختلفة للجانبين.
يمكن أن تنتج الحرب الدائمة أيضًا من الدعم المادي للمتمردين أو لبلد ما، مثل الجماعات المتمردة التي تبيع منتجات غير قانونية أو تفرض ضرائب على المدنيين. يساعد الدعم المادي المجموعات المتمردة على القتال لفترات أطول.

## في الأحداث الحالية
بدأ استخدام مصطلح الحرب الدائمة منذ تشكل الحركة المعارضة لتدخل الولايات المتحدة في حرب فيتنام. يُناقش جيمس هاريسون ما كُتب في «الحرب اللانهائية: خمسون عامًا من النضال في فيتنام (1981)» بقوله: إن حرب فيتنام كانت بلا نهاية بسبب نجاح الثورة الشيوعية في تأميم الشعب. استُخدم المفهوم من قبل تران فين أون، وهو جنرال في الجيش الفيتنامي الجنوبي، في كتابه «حربنا التي لا نهاية لها: داخل فيتنام (1978 م)».
يقول المؤرخ الأمريكي جيمس شيس في كتابه «الحرب اللانهائية» بأن السياسة الأمريكية في أمريكا الوسطى تستند على افتراض أن الهيمنة الأمريكية مهددة داخل المنطقة. ووفقًا لشيس، عملت مشاركة الولايات المتحدة في أمريكا الوسطى على مقاومة تأثير الدومينو لانتشار «السيطرة الشيوعية»، إلى حد كبير من خلال إثبات مصداقية القوات المسلحة الأمريكية. على الرغم من أن هذه السياسات كانت تهدف إلى ردع الصراع، إلا أنها هي نفسها خلقت ظروفًا تمنع الاستقرار في المنطقة، مما عزز استجابة الولايات المتحدة. وهو يجادل بالإضافة إلى ذلك أن استثمار الولايات المتحدة في السعي إلى توسيع الوجود العسكري في أمريكا الوسطى يعكس استعدادًا للحرب المستمرة.
الحجة الرئيسية لشيس هي أن الكثير من هذه التدخلات العسكرية تنبع من الخوف الأمريكي لرد الفعل على الثورة الكوبية.
يفترض المفكر نعوم تشومسكي أن حالة الحرب الدائمة المُروَّج لها تخدم الأعضاء الأقوياء من الطبقات السياسية والاقتصادية الحاكمة، وتساعدهم في الحفاظ على مواقعهم في الهيمنة الاقتصادية والسياسية.[بحاجة لمصدر]
ويقول الصحفي البريطاني روبرت فيسك، وهو ناقد للسياسات الغربية في الشرق الأوسط، أن النزاعات الغربية الأخيرة ضد الشرق الأوسط، بعد نهاية الحرب الباردة، هي جزء من حرب دائمة جديدة. ويقول إن الرئيس الأمريكي السابق جورج بوش الأب شنَّ هجمات على العراق والسودان وأفغانستان ليصرف انتباه العامة عن مشاكله السياسية الداخلية المحلية. بالإضافة إلى ذلك، يدّعي أنه على الرغم من الانتصارات الوهمية بعد حرب الخليج الأولى والاعتقاد بأن صدام حسين لم يعد مصدر خطر، إلا أنه أصبح مرة أخرى هدفًا للهجمات الغربية حتى وقت إعدامه في عام 2006.
استخدم منتقدو السياسات الغربية مصطلح «الحرب الدائمة» في إشارة إلى الحروب غير العسكرية، مثل: «الحرب على المخدرات»، «الحرب على الفقر»، «الحرب على السرطان»، «الحرب على الإرهاب»، «الحرب على النساء».

## الأوضاع الاقتصادية الاجتماعية والسياسية
يتشابه التركيب الاقتصادي للحلف الديلي الذي أنشئ في أثينا في القرن الخامس قبل الميلاد مع التراكيب الاقتصادية المترتبة على الاستعداد للحرب الدائمة. إذ تظهر علاقة الإمبراطورية البريطانية بشركاتها المحلية التي كانت مُلكًا لأقلية ثرية من الأفراد، مثل (شركة الهند الشرقية وشركة خليج هدسون ودي بيرز) علاقة واضحة بين الأفراد الأقلية المؤثرين في سياسة الإمبراطورية، مثل حرب الطفل في الهند، إذ تتبع نمطًا بتخصيص الموارد التي تسعى إلى متابعة السياسات التي تحقق الربح المالي لأصحاب الأعمال التجارية في الإمبراطورية.

### المجمع الصناعي العسكري
اقتُرح مفهوم المجمع الصناعي العسكري لأول مرة من قبل الرئيس الأمريكي دوايت أيزنهاور، وتعود الفكرة التي تشير إلى العمل العسكري باعتباره شكلاً من أشكال خلق السوق إلى بداية الخطابات في عام 1930 قبل نشر كتاب «الحرب مضرب» في عام 1935.
ألقى الرئيس أيزنهاور في 16 يناير 1961، خطاب الوداع معبرًا عن قلقه الشديد بما يتعلق باتجاه صناعة الأسلحة المُصنّعة حديثًا بعد الحرب العالمية الثانية. وبسبب إدراكه للتطور في النمو الاقتصادي بعد الحرب، ذكّر شعب الولايات المتحدة بأن هذه طريقة لتحقيق الربح من الحروب، وإن لم تُنظّم جيدًا، ستؤدي إلى تضخم خطير في صناعة الأسلحة والتسلح، وحذّر من التعطش للربح عن طريق إنتاج الأسلحة. صاغ أيزنهاور مصطلح «المجمع الصناعي العسكري» قائلًا: «إن احتمال صعود القوى في غير مكانها هو احتمال موجود ومستمر». بالإضافة إلى ذلك، يمكن استخدام (إن إس سي 68) كمرجع لفهم عقلية الرئيس الأمريكي هاري ترومان بالاستمرار في بناء الترسانة النووية للولايات المتحدة وكيف ساهم ذلك في الحرب الباردة. وبقي هذا المفهوم حاضراً في سياسات اليوم كما صرح ويليام دي. هارتونغ في مقالته «عقيدة الاستثناء المسلح».

### الحرب الباردة
الحرب الباردة هي فترات من التوتر الشديد بين مصالح الاتحاد السوفيتي في توسيع ونشر الشيوعية ودول حلف شمال الأطلسي (الناتو) التي تعمل على تطوير الاقتصاد الرأسمالي المُسيطر. كان يُنظَر إلى الاتحاد السوفيتي على أنه تهديد للحكومة القومية الأمريكية وكذلك لمواطنيها.
عندما وصل الجيش السوفيتي إلى أفغانستان، اتخذت الولايات المتحدة إجراءات متمثلة في تدريب شعوب دول الشرق المتوسط لمحاربة الجيش السوفيتي. وخلال الحرب السوفيتية في أفغانستان تحت إدارة جيمي كارتر، قدمت وكالة الاستخبارات المركزية الكثير من المساعدات والتدريب للجهاديين الإسلاميين وساعدت في تمويل الجامعات الوهابية في كل من أفغانستان وباكستان والعراق. عُيِّن أسامة بن لادن في عام 1979، ضمن وكالة المخابرات المركزية الأمريكية وتلقى تدريبات عسكرية. وفي عام 1985، التقى الرئيس ريغان بالجهاديين الإسلاميين في البيت الأبيض. عُرف الجهاديون الإسلاميون باسم «مقاتلي الحرية» تحت رئاسة ريغان، لكن اسمهم تغير لاحقًا إلى اسم «الإرهابيين الإسلاميين» تحت إدارة الرئيس جورج بوش. تجدر الإشارة أيضًا إلى أن مقاتلي المقاومة الإسلامية غير الجهاديين تلقوا المساعدات من وكالة الاستخبارات المركزية أثناء الحرب السوفيتية في أفغانستان، وأصبحت هذه الجماعات تسمى لاحقًا التحالف الشمالي.